# Гладков, Борис Владимирович
Борис Владимирович Гладко́в (23 января (4 февраля) 1897, Москва — 11 июня 1992, там же) — советский инженер-архитектор и градостроитель, педагог, кандидат технических наук (1953). Постройки Гладкова 1920-х — 1930-х годов выполнены в стилистике промышленного конструктивизма.

## Биография
Родился 23 января (4 февраля) 1897 в Москве. В 1923 году окончил факультет промышленного строительства МВТУ. В том же году по приглашению профессора МВТУ А. В. Кузнецова вошёл в состав Инженерно-конструкторской группы, занимавшейся разработкой проектных чертежей для сооружения павильонов Всероссийской сельскохозяйственной и кустарно-промышленной выставки. До 1925 года читал на металлургическом факультете Московской горной академии курс строительного искусства. Во второй половине 1920-х годов работал в проектном бюро Всероссийского текстильного синдиката, где совместно с И. С. Николаевым разрабатывал проекты новых текстильных фабрик. После преобразования синдиката в Текстильстрой, стал главным инженером этого треста. В начале 1930-х годов работал в тресте Союзстандартжилстрой, сначала в секторе конструкций, затем, после отъезда из СССР Эрнста Мая, стал главным инженером входящего в трест института Стандартгорпроект, где руководил разработкой градостроительных проектов «соцгородов», возникавших на базе крупных предприятий тяжёлой промышленности. В 1934 году вступил в Союз советских архитекторов. Во время Великой Отечественной войны находился в эвакуации в Красноярске, где руководил группой проектирования промышленных сооружений.
В 1920-х годах жил в Москве по адресу: Красная Пресня, 7, кв. 4. Скончался в Москве 11 июня 1992 года. Похоронен на Донском кладбище.

## Проекты и постройки
- Павильон «Известия ЦИК» и «Красная Нива» на Всероссийской сельскохозяйственной и кустарно-промышленной выставке, при участии А. А. Экстер и В. И. Мухиной (1923, Крымский вал), не сохранился[8];
- Комплекс зданий ЦАГИ, под руководством А. В. Кузнецова, совместно с И. С. Николаевым, Г. Я. Мовчаном, В. Я. Мовчаном, Л. Н. Мейльманом, А. С. Фисенко, Г. Г. Карлсеном, (1924—1928, Москва, улица Радио, 17)[9];
- Прядильная фабрика «Красная Талка», совместно с И. С. Николаевым (1927, Иваново-Вознесенск)[10];
- Проект ферментационного завода, совместно с А. М. Зальцманом (1929, Краснодар), не осуществлён[11];
- Комплекс студенческих общежитий, совместно с П. Н. Блохиным и А. М. Зальцманом (1929—1930, Москва, Энергетическая улица, № 2; 3; 6; 8, корп. 2; 10, корп. 1; 14, корп, 1—3; Энергетический проезд, 1)[12];
- Студенческие общежития, совместно с П. Н. Блохиным и А. М. Зальцманом (1929—1930, Москва, Студенческая улица, 33, корп. 1—8)[12];
- Всехсвятский студенческий городок, совместно с П. Н. Блохиным и А. М. Зальцманом (1929—1935, Москва, Головановский переулок, 6/21, корпуса 1-4)[13].
- Комплекс Киевской фабрики вискозного шёлка (фабричные корпуса, дом культуры), совместно с М. П. Кузнецовым (1935–1940, Киев, Дарница, ул. Магнитогорская, 1, ныне ОАО "Киевхимволокно").